# 海納魚屬
海納魚屬（学名：學名：）也称海肺鱼属，是一種史前的掠食性魚類，生存於3億6000萬年前的泥盆紀法門階。牠們體長約2.5—3.7米（8.2—12.1英尺）並重達2噸，是目前發現第二大的肉鰭魚，僅次於根齒魚屬。其骨骼顯示牠們的鰭很強壯，有可能可以走到陸地上。
海纳魚的化石是於1968年在美國賓夕法尼亞州發現，包括了牙齒、骨骼及尾鰭。自此以後就發現了更多的標本，但卻未有完整的骨骼。含肺魚是一種肉鰭魚，屬於三列鰭魚科，與新翼魚一樣於泥盆紀都非常普遍。

## 命名
含肺魚的屬名 Hyneria 來自於最早化石樣本的發現地：美國賓夕法尼亞州海納（英語：Hyner, Pennsylvania）的一座村莊。其模式種學名 H. lindae 則來自發現者 Keith Stewart Thomson 的妻子。

## 描述
含肺魚為大型魚類，體長約2.5—3.7米（8.2—12.1英尺）。頭顱上覆蓋著一層厚重的皮骨，口內具有牙齒且位於前上頜骨上的尖牙長度可達 5 cm（2英寸）。含肺魚體表由圓鱗覆蓋。牠們也具有巨大的感覺管來幫助感測周遭獵物的活動，這可能是因為牠們所居住的淡水環境水質汙濁，無法依賴視力。

## 下属物种
本属包括以下物种：
- 海纳魚 Hyneria lindae Thompson, 1968
- Hyneria udlezinye [10]

## 大眾文化
含肺魚分別在BBC的《與巨獸同行》及NHK的《地球大進化》中出現。

## 外部連結
- Fossilized Hyneria tail fin
- Hyneria at Devonian Times（页面存档备份，存于）